# Laticarinina
Laticarinina es un género de foraminífero bentónico de la subfamilia Discorbinellinae, de la familia Discorbinellidae, de la superfamilia Discorbinelloidea, del suborden Rotaliina y del orden Rotaliida. Su especie tipo es Pulvinulina repanda var. menardii subvar. pauperata. Su rango cronoestratigráfico abarca desde el Mioceno hasta la Actualidad.

## Clasificación
Laticarinina incluye a las siguientes especies:
- Laticarinina altocamerata
- Laticarinina angustata
- Laticarinina bullbrocki
- Laticarinina crassicarinata
- Laticarinina hispanica
- Laticarinina nitida
- Laticarinina pauperata
- Laticarinina prima

Otras especies consideradas en Laticarinina son:
- Laticarinina duncanensis, de posición genérica incierta
  - Laticarinina duncanensis differens, de posición genérica incierta
- Laticarinina halophora, considerado sinónimo posterior de Laticarinina pauperata
- Laticarinina rara, de posición genérica incierta
- Laticarinina recondita, de posición genérica incierta
- Laticarinina tenuimargo, aceptado como Cibicides tenuimargo